# Крандола-Вальсассина
Крандола-Вальсассина (итал. Crandola Valsassina) — коммуна в Италии, располагается в регионе Ломбардия, в провинции Лекко.
Население составляет 259 человек (2008 г.), плотность населения составляет 29 чел./км². Занимает площадь 9 км². Почтовый индекс — 22050. Телефонный код — 0341.
Покровителем коммуны почитается святой Антоний Великий, празднование 17 января.

## Демография
Динамика населения:

## Администрация коммуны
- Официальный сайт: http://www.comune.crandola.lc.it